# Plaza del Trabajo
La plaza del Trabajo o bien plaza 1-5 (en vietnamita: Quảng trường Lao Động; Quảng trường 1-5) es una plaza citadina ubicada en el distrito de Hoan Kiem, en la ciudad de Hanói, al norte del país asiático de Vietnam.
La plaza está formada por la intersección entre las calles llamadas Quan Su y Tran Hung Dao y el espacio delante del palacio cultural de la amistad Ha Noi (Cung Văn hóa Hữu nghị Hà Nội).